# Andrea Caroppo
Andrea Caroppo (Poggiardo, 26 giugno 1979) è un politico italiano.

## Biografia
Nato a Poggiardo, ma vive a Minervino di Lecce, nella provincia di Lecce, si laurea in giurisprudenza presso l’Università Cattolica del Sacro Cuore di Milano e svolge la professione di avvocato.

### Attività politica

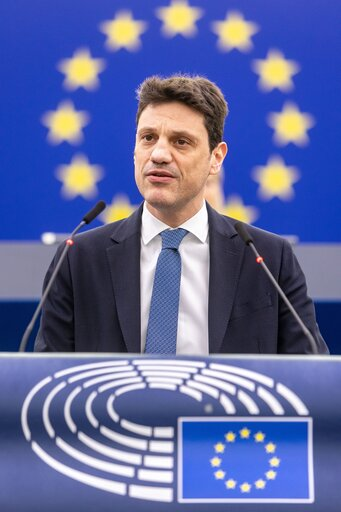
Andrea Caroppo al Parlamento Europeo

Inizia il suo impegno politico sin dal 2003. Alle elezioni regionali in Puglia del 2010 viene eletto consigliere regionale. Alle successive elezioni regionali in Puglia del 2015 si ricandida e viene rieletto. È stato consigliere segretario del Consiglio regionale della Puglia nella IX legislatura e componente della seconda Commissione consiliare agli affari generali. Componente della Commissione statuto e riforme istituzionali nella X legislatura.
A settembre 2017 a Matera, insieme a diversi amministratori locali del mezzogiorno,  contribuisce a fondare il movimento Sud in Testa «una rete che contrasta la disarticolazione della partecipazione politica, declinando da Sud principi e valori propri della tradizione e del sentimento profondo degli italiani: sussidiarietà, autonomia, difesa dei principi tradizionali e delle identità territoriali, sviluppo, lotta all’oppressione fiscale, sicurezza, libertà d’impresa, libertà educativa».
Alle elezioni europee del 2014 viene candidato con il Nuovo Centrodestra di Angelino Alfano nella circoscrizione Italia meridionale. Ottiene 7.200 preferenze, ma non viene eletto.
Alle elezioni europee del 2019 viene candidato con la Lega, di cui era coordinatore regionale, ed eletto europarlamentare con 50.646. preferenze personali. Nell'ottobre 2020 lascia la Lega passando al gruppo dei "Non iscritti" in seguito alla contestazione dalla Lega alla candidatura di Raffaele Fitto per le ultime elezioni regionali in Puglia. In questo modo la Lega perde il primato di primo partito dell'emiciclo.
Il 24 aprile 2021 annuncia la propria adesione a Forza Italia e al Partito Popolare Europeo.
Alle elezioni politiche anticipate del 2022 viene candidato da Forza Italia nel collegio plurinominale Puglia - 04 per la Camera dei deputati, risultando eletto deputato.